# Пентакарбонилжелезо
Пентакарбонилжелезо — неорганическое соединение, карбонильный комплекс железа состава [Fe(CO)5]. Светло-жёлтая жидкость, не смешивается с водой.

## Получение
- Действие монооксида углерода под давлением на порошок железа:

{\displaystyle {\mathsf {Fe+5CO{\xrightarrow {180-220^{o}C,p}}\ Fe(CO)_{5}}}}
- Действие монооксида углерода под давлением на иодид железа(II) и медь:

{\displaystyle {\mathsf {FeI_{2}+5CO+2Cu{\xrightarrow {200^{o}C,p}}\ Fe(CO)_{5}+2CuI}}}
- Разложение при нагревании нонакарбонилдижелеза:

{\displaystyle {\mathsf {3Fe_{2}(CO)_{9}{\xrightarrow {T}}\ 3Fe(CO)_{5}+Fe_{3}(CO)_{12}}}}

## Физические свойства

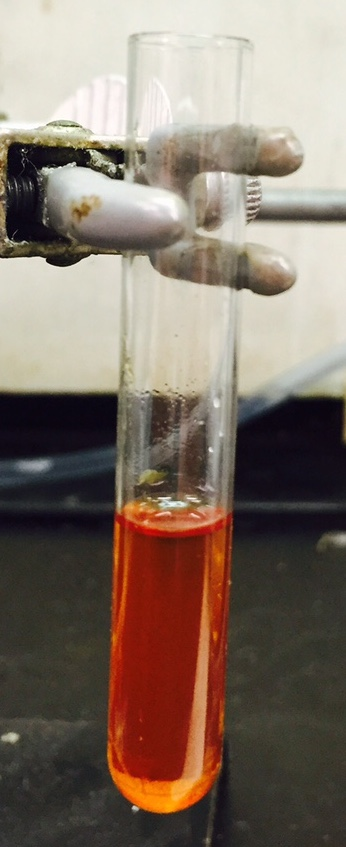

Пентакарбонилжелезо образует светло-жёлтую диамагнитную жидкость,
не смешивается с холодной водой, растворяется в этаноле, диэтиловом эфире, ацетоне, бензоле, уксусной кислоте.

## Химические свойства
- Разлагается при нагревании:

{\displaystyle {\mathsf {Fe(CO)_{5}\xrightarrow {160-200^{o}C} \ Fe+5CO\uparrow }}}
- Реагирует с горячей водой:

{\displaystyle {\mathsf {2Fe(CO)_{5}+4H_{2}O{\xrightarrow {100^{o}C}}\ 2FeO(OH)\downarrow +3H_{2}\uparrow +10CO\uparrow }}}
- Реагирует с кислотами (в диэтиловом эфире):

{\displaystyle {\mathsf {Fe(CO)_{5}+H_{2}SO_{4}{\xrightarrow {}}\ FeSO_{4}+H_{2}\uparrow +5CO\uparrow }}}
{\displaystyle {\mathsf {Fe(CO)_{5}+4HNO_{3}{\xrightarrow {}}\ Fe(NO_{3})_{3}+NO\uparrow +5CO\uparrow +2H_{2}O}}}
- Окисляется кислородом:

{\displaystyle {\mathsf {4Fe(CO)_{5}+13O_{2}\xrightarrow {500^{o}C} \ 2Fe_{2}O_{3}+20CO_{2}\uparrow }}}
- Реагирует с иодистоводородной кислотой:

{\displaystyle {\mathsf {Fe(CO)_{5}+2HI\xrightarrow {} \ FeI_{2}+H_{2}\uparrow +5CO\uparrow }}}
- При облучении ультрафиолетовым светом раствора в уксусной кислоте образуются высшие карбонилы:

{\displaystyle {\mathsf {2Fe(CO)_{5}{\xrightarrow {h\nu }}\ Fe_{2}(CO)_{9}\downarrow +CO\uparrow }}}
- Под действием катализатора алкоголята натрия на раствор в этаноле образуются высшие карбонилы:

{\displaystyle {\mathsf {3Fe(CO)_{5}{\xrightarrow {C_{2}H_{5}ONa}}\ Fe_{3}(CO)_{12}\downarrow +3CO\uparrow }}}
- Реагирует с основаниями в метаноле:

{\displaystyle {\mathsf {Fe(CO)_{5}+2NaOH\xrightarrow {} \ Na[HFe(CO)_{4}]+NaHCO_{3}}}}
{\displaystyle {\mathsf {Fe(CO)_{5}+Ba(OH)_{2}{\xrightarrow {-15^{o}C}}\ [Fe(CO)_{4}H_{2}]+BaCO_{3}\downarrow }}}
- Реагирует с натрием в жидком аммиаке:

{\displaystyle {\mathsf {Fe(CO)_{5}+2Na{\xrightarrow {-40^{o}C}}\ Na_{2}[Fe(CO)_{4}]\downarrow +CO\uparrow }}}
- Реагирует с монооксидом азота под давлением:

{\displaystyle {\mathsf {Fe(CO)_{5}+4NO{\xrightarrow {45^{o}C}}\ [Fe(NO)_{4}]+5CO\uparrow }}}

## Применение
- Для получения порошка железа.
- В качестве катализатора.
- В качестве восстановителя в органическом синтезе.[5]

## Физиологические свойства
- Пентакарбонил железа [Fe(CO)5] высокотоксичен, как и многие другие карбонилы металлов. Сильнейший неорганический яд.
- ПДК = 0,8 мг/м³.
- ЛД50 = 25 мг/кг.
- Очень опасен для окружающей среды.